# Melquisedec del Canto y Terán
Melquisedec del Canto y Terán fue un sacerdote católico chileno, primer obispo de la Diócesis de San Felipe de Aconcagua.

## Biografía
Nacido en Requínoa en 1866, ordenado sacerdote en 1896, profesor del Seminario Pontificio, cura en Valparaíso durante 18 años y consagrado Obispo en 1925.  Fue el primer Obispo de San Felipe desde el 14 de diciembre de 1925 hasta su renuncia en 1938, donde recibió el título de Obispo in pártibus de Adrasus.  Falleció el 15 de junio de 1940. 
| Predecesor: creación del cargo                   | Obispo de San Felipe 1925-1938      | Sucesor: Mons. Fray Roberto Bernardino Berríos Gaínza OFM. |
| Predecesor: Florian-Jean-Baptiste Démange M.E.P. | Obispo Titular de Adrasus 1938-1940 | Sucesor: Henry Joseph Thünemann O.S.F.S.                   |

- Datos: Q6009804